# Tinh hốc

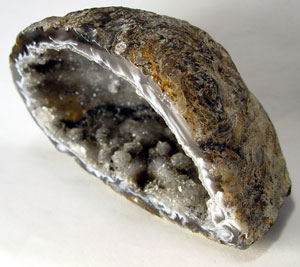
Tinh hốc đã được cưa đôi và đánh bóng

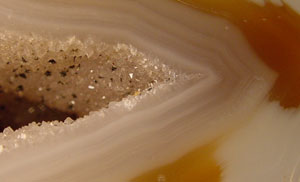
Tinh hốc đã được cưa đôi và đánh bóng

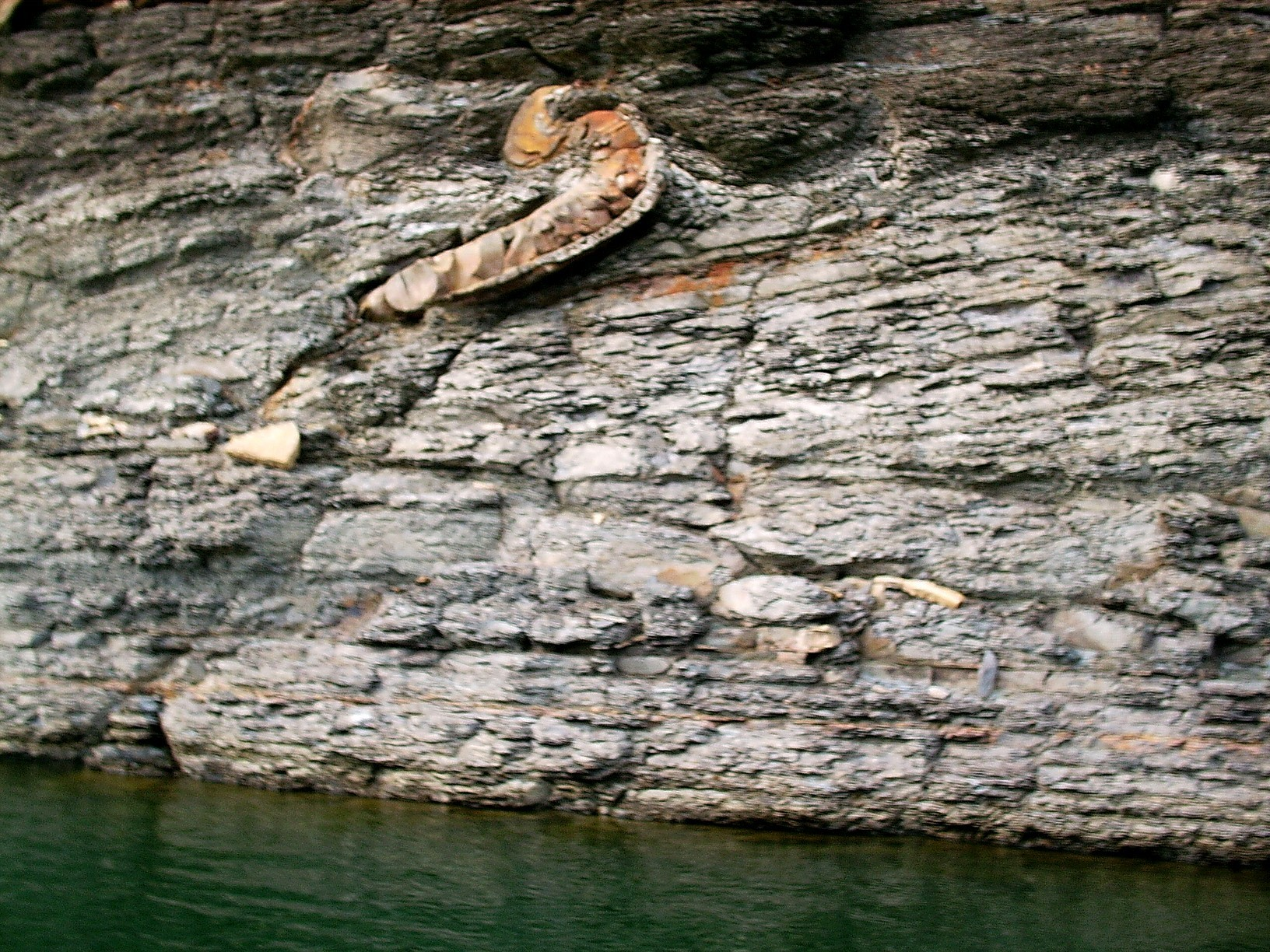
Tinh hốc trong thành hệ đá bất thường

Tinh hốc, hốc tinh thể (tiếng Anh: Geodes từ tiếng Hy Lạp γεώδης - ge-ōdēs, "earthlike" – giống đất) là một kiểu thành tạo đá xuất hiện trong đá trầm tích và một vài loại đá magma phun trào. Tinh hốc là các lỗ hổng trong đá có các tinh thể phát triển bên trong hoặc các tinh thể hình thành ở dạng các dải đồng tâm. Phần bên ngoài của phần lớn các tinh hốc thông thường là đá vôi hoặc các đá tương tự, bên trong chứa tinh thể thạch anh hoặc chalcedony. Các tinh hốc khác được lấp đầy hoàn toàn bởi các tinh thể, ở dạng rắn bên trong. Những loại tinh hốc như thế gọi là kết hạch hoặc bao thể đá.

## Hình thành
Tinh hốc có thể hình thành trong bất cứ lỗ hổng nào trong đá, nhưng thường để chỉ các thành tạo có dạng hình tròn trong đá trầm tích và đá magma. Chúng có thể hình thành bên trong bong bóng khí trong đá magma, ví dụ như trong các lỗ hổng của dung nham basan, hoặc ở trong các lỗ hổng dạng tròn của thành hệ trầm tích. Sau khi đá xung quanh lỗ hổng đá cứng lại, silicat hoặc carbonat hòa tan tích tụ bên trong bề mặt. Sau đó, thành phần khoáng vật từ nước ngầm hoặc dòng nhiệt dịch làm cho tinh thể hình thành bên trong tinh hốc. Đá gốc chứa tinh hốc sau đó có thể bị phong hóa và phân hủy, khiến cho tinh hốc lộ ra trên bề mặt đất nếu nó được tạo thành từ các khoáng vật có độ chống chịu cao như thạch anh.

## Màu sắc
Phần lớn các tinh hốc chứa tinh thể thạch anh trong suốt, một số tinh hốc chứa tinh thể ametit màu tím.  Một số tinh hốc khác có thể có các vòng đồng tâm hoặc dải như agat, canxedon, hoặc jasper hoặc tinh thể như là canxit, dolomit, celestit. Không có cách đơn giản nào để biết được bên trong tinh hốc chứa gì trước khi cắt hoặc đập vỡ. Tuy nhiên, tinh hốc từ một vùng nhất định thường có một loại tinh thể ưu thế hơn.
Tinh hốc đôi khi được nhuộm màu nhân tạo. Các mẫu tinh hốc với màu sắc bất thường hoặc có cấu trúc bất thường là sản phẩm của quá trình nhân tạo.

## Phân bố
Tinh hốc phổ biến ở một số hệ tầng ở Hoa Kỳ (chủ yếu ở Indiana, Iowa, Missouri, Kentucky, và Utah). Chúng cũng phổ biến ở Brasil, Namibia và México. Một tinh hốc lớn được tìm thấy ở Put-in-Bay, Ohio đầu thế kỉ 20. Nó được gọi là Crystal Cave (hang Tinh Thể), và du khách có thể tham quan trong mùa hè. Vào năm 1967, Iowa chọn tinh hốc này như là đá đại diện cho bang, và bang này có một công viên Tinh hốc (Geode State Park).
Vào năm 2000, một đội các nhà địa chất đã tìm thấy một hang bên trong chứa đầy tinh thể thạch cao ở một mỏ bạc bỏ hoang gần Almería, Tây Ban Nha. Lỗ hổng này, kích thước 1,8 x 1,7 m, có thể là tinh hốc lớn nhất được tìm thấy. Lối vào hang này bị chặn bởi 5 tấn đá, và được bảo vệ bởi cảnh sát (đề phòng kẻ cướp phá vào). Theo các mô phỏng địa chất, hang này được tạo cách đây 6 triệu năm, khi biển Địa Trung Hải bốc hơi và để lại các lớp trầm tích muối dày. Hang này hiện không phục vụ du khách.

## Tham chiếu
- Rocks and Minerals, written by Fredrick H. Pough, ISBN 0-395-91096-X
- Gerard V. Middleton: Encyclopedia of Sediments and Sedimentary Rocks. Springer 2003, ISBN 9781402008726, p. 221 (restricted online copy, tr. 221, tại Google Books)
- Walter David Keller: The common rocks and minerals of Missouri. University of Missouri Press 1961, ISBN 9780826205858, S. 67 (restricted online copy, tr. 67, tại Google Books)
- Brian J. Witzke: Geodes: A Look at Iowa's State Rock Lưu trữ ngày 2 tháng 2 năm 2010 tại Wayback Machine Iowa Geological Survey
- Geodes Kentucky Geological Survey (University of Kentucky)